# 拉莫尔索萨
拉莫尔索萨，是西班牙加泰罗尼亚莱里达省的一个市镇。 总面积27平方公里，总人口134人（2001年），人口密度5人/平方公里。